# ESPN
Vous lisez un « bon article » labellisé en 2011.

Ancien logo.

ESPN Inc. (Entertainment Sport Programming Network Incorporated) est un réseau de télévision thématique orienté sur le sport. La société est américaine mais de nombreuses filiales couvrent le monde entier. ESPN était à son origine en 1979 une association entre la Getty Oil Company (rachetée par Texaco) et Nabisco. En 1984, la totalité des réseaux et franchises d'ESPN a été rachetée par ABC (80 %) et la Hearst Corporation (20 %). À la suite du rachat d'ABC par la Walt Disney Company en 1996, la société appartient désormais à la Walt Disney Company (80 %) et à la Hearst Corporation (20 %).
La chaîne ESPN seule était regardée en 2007 par 96 millions de foyers américains. Les chaînes du groupe sont devenues des références en matière de sport. Son siège social est nommé ESPN Plaza ; il est situé à Bristol dans le Connecticut.

## Historique

### 1978-1989: La révolution du sport médiatique
Le 26 juin 1978, le Hartford Courant la presse locale annonce la nomination de Bill Rasmussen comme vice président de la chaîne Entertainment and Sports Programming et son fils Scott comme directeur des programmes avec un début des services pour septembre. Le 14 juillet 1978, Bill Rasmussen fonde avec son fils Scott et Ed Eagan, un ancien agent d'assurance, une chaîne de télévision consacrée au sport, ESP-TV. À l'automne 1978, Rasmussen se porte acquéreur d'un transpondeur pour être diffusé via le satellite de télécommunications Satcom 1 (en) de RCA Americom, filiale de Radio Corporation of America avant le rachat en 1986 par General Electric et son démantèlement.

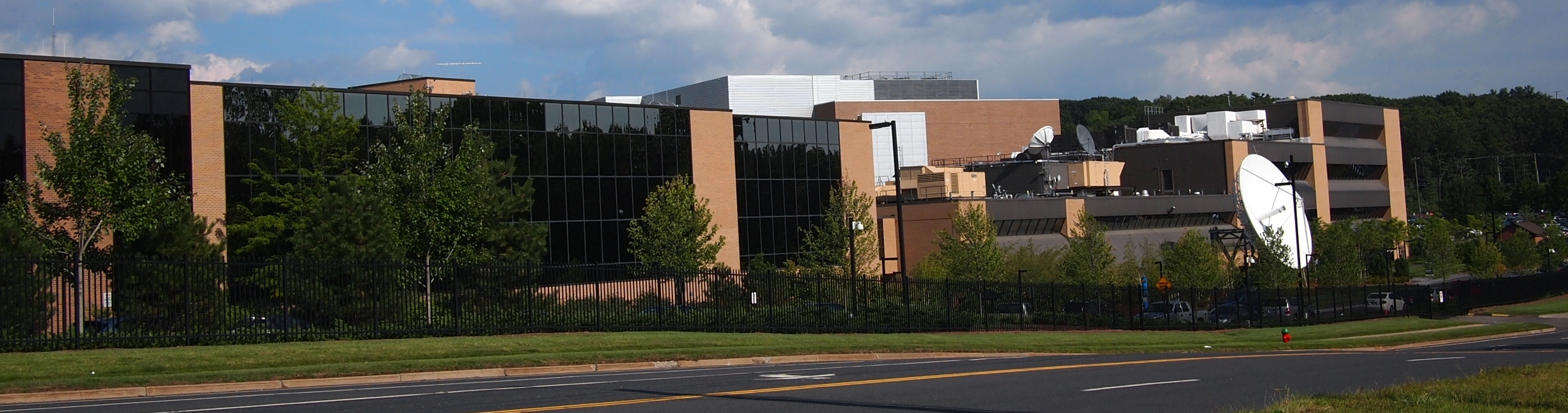
Siège social d'ESPN à Bristol, Connecticut (2013).

En décembre 1978, Rasmussen achète pour 18 000 USD une parcelle de moins d'un acre (4 000 m2) à Bristol dans le Connecticut,, afin d'en faire son siège social car le prix du terrain à New York y est dix fois supérieur et ses finances ne le lui permettent pas. Il fait construire en 1979 un premier bâtiment de 20 000 pieds carrés (1 858 m2).
Rapidement, la société de Rasmussen a besoin d'argent à la fois pour produire, émettre et simplement subsister. La Getty Oil Company entre alors au capital à hauteur de 85 %, injecte 10 millions d'USD, elle finance ensuite régulièrement la chaîne. Le 7 septembre 1979, la chaîne ESPN est créée comme première télévision sportive aux États-Unis.
Dès mai 1981, la chaine dépasse les 10 millions de souscripteurs et les 13 millions en décembre.
ESPN débuta comme une alternative des sections d'informations sportives des journaux télévisés et papier. Elle était assez peu organisée et proposait souvent des émissions sur des rencontres de sports peu courants tels que celle pour l'homme le plus fort du monde ou le football australien.
Le 9 août 1982, ABC Inc. achète 10 % de la société ESPN pour la somme de 20 millions d'USD et en contrepartie, ESPN reçoit les droits de diffusion aux États-Unis du British Open qu'ABC ne pouvait diffuser totalement. Cet achat offrait la possibilité d'acheter d'autres parts d'ESPN jusqu'à 49 % sous certaines conditions. L'une d'elles était l'achat d'au moins 10 % des parts de Getty Oil avant le lundi 2 janvier 1984.
Le 20 mai 1983, ABC Sports et ESPN diffusent leur premier programme en télévision à la carte, quatre matchs de boxe de la WBA et WBC, le service annoncé depuis plusieurs mois est alors nommé RSVP pour Reserved Seat Video Productions,. Ce service sera rebaptisé ESPN PPV en 2003.
Le 4 janvier 1984, le New York Times annonce qu'ABC, au travers de sa filiale ABC Video Enterprises, a exercé son option d'achat des parts de Getty Oil dans ESPN à hauteur de 15 %, soit entre 25 et 30 millions d'USD, ce qui lui permet d'augmenter sa part plus tard. Courant 1984, ABC Inc. achète l'intégralité des parts de Getty Oil soit 80 % d'ESPN, les 20 % restants étant détenus par RJR Nabisco. L'année 1984 marque aussi la vente des intérêts détenus par la famille fondatrice Rasmussen.

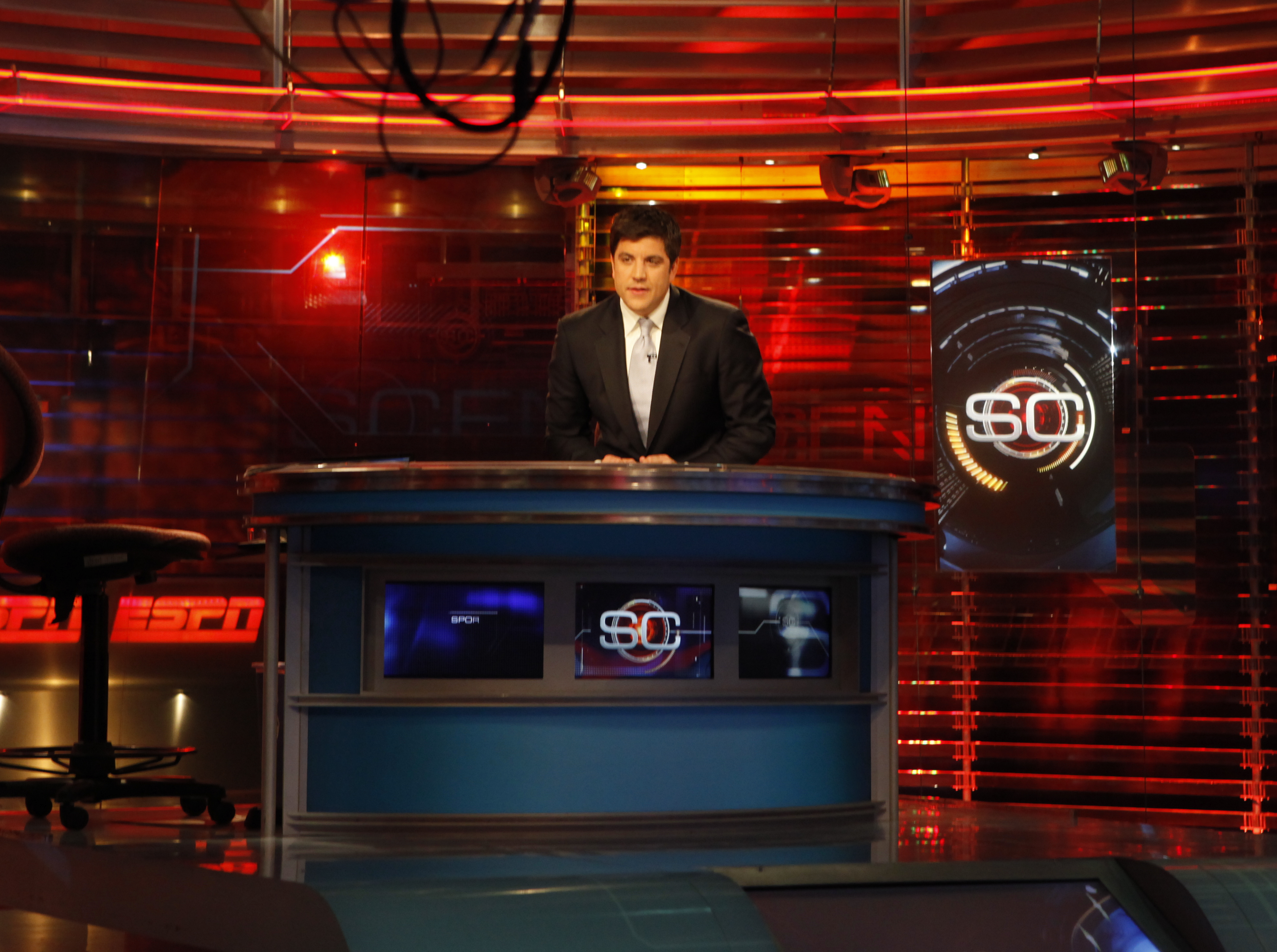
Plateau du SportsCenter, présenté en 2010 par Josh Elliott.

Durant les années 1980, elle révolutionne l'industrie du sport, en étant le premier média à occuper le terrain des retransmissions sportives en continu « 24/7 ». Elle a systématisé également les journaux télévisés sportifs sur ses antennes, à l’instar de SportsCenter, considérée comme une véritable « messe médiatique » aux États-Unis, le « programme vital que chaque fan de sport doit regarder quotidiennement », regardée par 80 millions des foyers américains dans les années (Voir section Diffusion).

### 1987-1996: Une référence sportive et la naissance d'un empire
En 1987, ESPN signe un contrat pour diffuser les matchs de la National Football League le dimanche soir. Cet événement marque un tournant dans le développement de la chaîne câblée. Elle devient rapidement un empire commercial et une référence culturelle en matière de sport.
En 1989, avec la création d’ESPN Latin America et en 1992 avec le lancement d’ESPN Asia Network, la société continue désormais sa croissance à l'international.
Pendant les années 1990, elle est considérée comme un véritable « gage de qualité » du divertissement sportif à l'instar de CNN pour l'actualité. Le 8 novembre 1990, Hearst Corporation achète à RJR Nabisco 20 % du capital d'ESPN pour 165 à 175 millions d'USD.
Le 1er mars 1993, la chaîne Screensport créée en 1984 et détenue à 25 % par ESPN, fusionne avec sa rivale Eurosport. Par la suite, Capital Cities/ABC indique jusqu'en 1995 qu'elle détient 33 % d'Eurosport ainsi que 20 % de Japan Sports Network. Le 16 mars 1993, ESPN achète la société de production Ohlmeyer Communications fondée en 1982 par un ancien employé d'ABC Sports et NBC Sports. ESPN devient une chaîne du réseau ESPN Entreprises avec le lancement d'ESPN2 le 1er octobre 1993, seconde chaîne de sport la plus regardée aux États-Unis avec 87 millions de téléspectateurs.
Le 9 mai 1994, ESPN achète Creative Sports, une société de production, distribution et syndication de contenu sportif puis la fusionne avec Ohlmeyer Communication Corporation, société équivalente détenue par Don Ohlmeyer, créant alors ESPN Plus. La même année Orbit Communications et ESPN s'associent dans Orbit ESPN, une chaîne au Moyen-Orient.
En 1995, ESPN atteint un taux de pénétration de plus de 70 %. En juin 1995, ESPN s'associe au Groupe Abril, un éditeur de presse brésilien qui vient de lancer une chaîne de télévision payante, pour créer la chaîne ESPN Brasil. La même année, en raison du rachat de la division spiritueux de Labatt par Interbrew, la division média Labatt Communications Inc est achetée par un groupe d'investisseurs : ESPN, Stephen Bronfman, Caisse de dépôt et placement du Québec, Reitmans, et des anciens directeurs, puis la société est renommée NetStar Communication.

### 1996-2002: Disney rachète ESPN, Développement de produits dérivés
L'expansion du réseau continue en 1996, quand la Walt Disney Company rachète ABC qui détient 80 % du capital d'ESPN,. Disney entre donc à part majoritaire au capital de la société et engage une politique de renforcement stratégique d'ESPN à l'international. ESPN achète une parcelle de terrain de 23 acres (0,09 km2) situé à l'est du complexe du siège social, de l'autre côté de la Ronzo Road afin de s'agrandir.

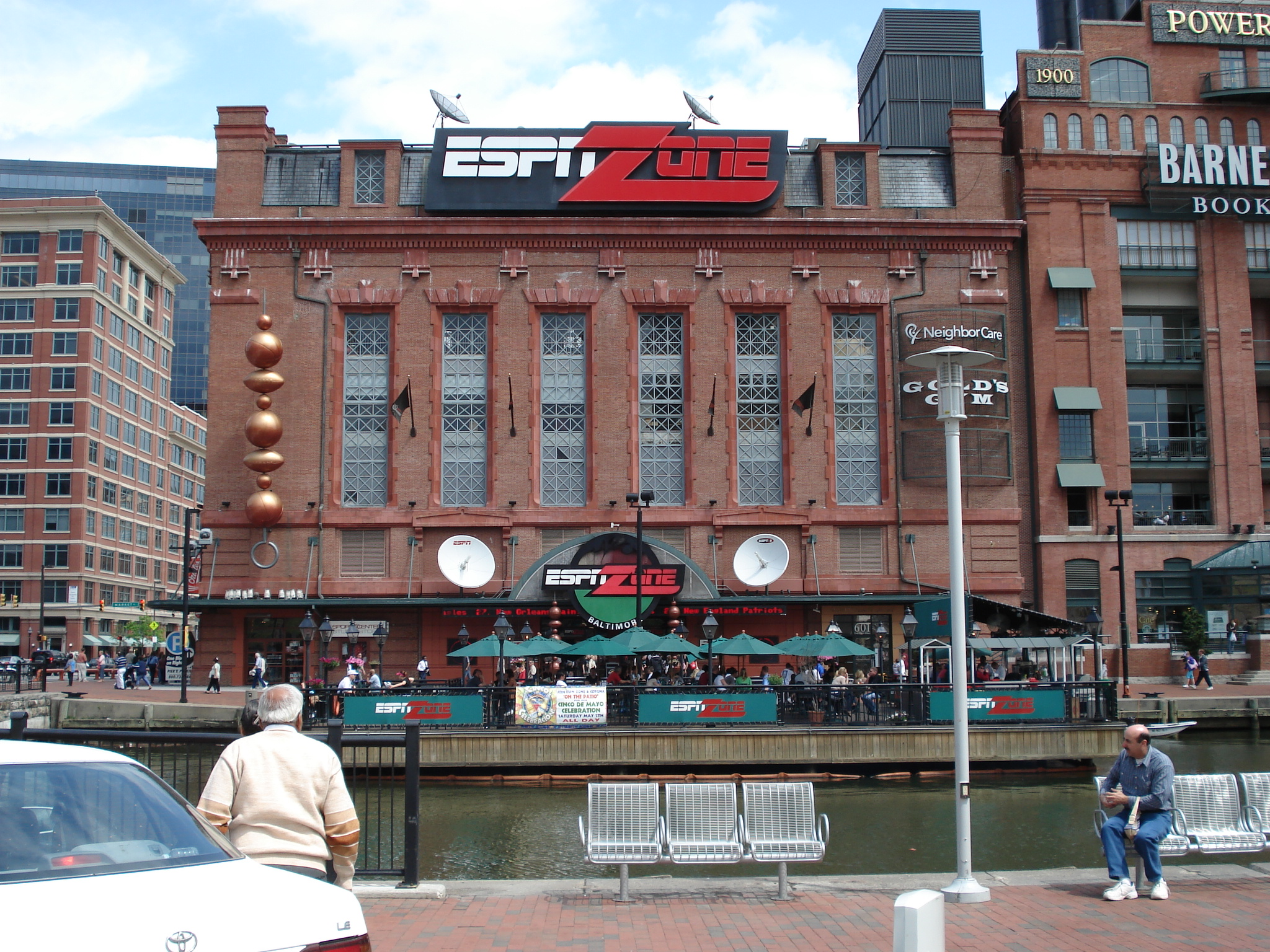
ESPN Zone de Baltimore en 2007.

Le concept des ESPN Zone est lancé avec l'ouverture en 1997 de la première à Baltimore. Le 7 janvier 1997, ESPN rachète la division sportive de la société de production et distribution Telesport. Le 8 avril 1997, ESPN et Disney Channel signent un accord pluriannuel de distribution avec Tele-Communications Inc, racheté en 1999 par AT&T puis Charter et Comcast. Le 3 septembre 1997, ESPN parvient à un accord pour acheter la chaîne Classic Sports Network suivie par 54 millions de foyer, rebaptisée ensuite ESPN Classic, le rachat étant finalisé dès le 12 septembre 1997[réf. nécessaire].
À partir de 1997, Disney développe plusieurs concepts autour d'ESPN. Le 6 mai 1997, ESPN annonce la publication pour le début 1998 de ESPN The Magazine. Le 16 septembre 1997, la première ESPN The Store une filiale de sa chaîne de boutiques Disney Store, spécialisée dans les produits sportifs, ouvre dans la Glendale Galleria en Californie,, où avait ouvert la première Disney Store. Le 14 octobre 1997, ESPN annonce un concept de restaurant à thème, The ESPN Zone.
Le premier numéro d'ESPN The Magazine sort le 11 mars 1998. Le 14 juillet 1998, Disney annule le projet de chaîne ESPN West qui devait diffuser en Californie les matchs des équipes détenues par Disney Mighty Ducks d’Anaheim et les Angels de Los Angeles et créer la première chaîne régionale d'ESPN et concurrencer Fox Sports Net.
Au début de 1999, CTV annonce une OPA amicale sur NetStar Communications, acceptée par les investisseurs et validée par le Conseil de la radiodiffusion et des télécommunications canadiennes, le 24 mars 2000. CTV rachète les 68,46 % de NetStar non détenus par ESPN, qui réduit sa participation de 31,54 % à 20 %. En août 1999, le Walt Disney Internet Group, filiale internet de la Walt Disney Company, achète 60 % de Soccernet à Daily Mail and General Trust et l'associe au portefeuille de sites d'ESPN sous le nom ESPNsoccernet. Le 4 novembre 1999, ESPN rachète la chaîne ESPN Brasil au Groupe Abril[réf. nécessaire]. Le 17 octobre 1999, ESPN lance ESPN Insider, un service payant de contenu supplémentaire à 4,95 $ par an comme des informations de « l'intérieur » ou des statiques approfondies grâce au support des anciens de Starwave.
En juin 2000, Disney revend les 33 % qu'elle détient dans Eurosport pour 155 millions d'USD. Le 3 août 2000, WDIG achète les 40 % restants de Soccernet, site désormais associé à ESPN.
Début 2001, ESPN crée ESPN Original Entertainment pour produire du contenu (émissions, jeux et documentaires) pour ses chaînes. Le 4 avril 2001, ESPN rachète la société Bass Inc organisatrice, gestionnaire et propriétaire d'activités liées à la pêche sportive et éditrice de trois magazines de pêche. Le 7 septembre 2001, CTV Speciality Television lance la version canadienne d'ESPN Classic.

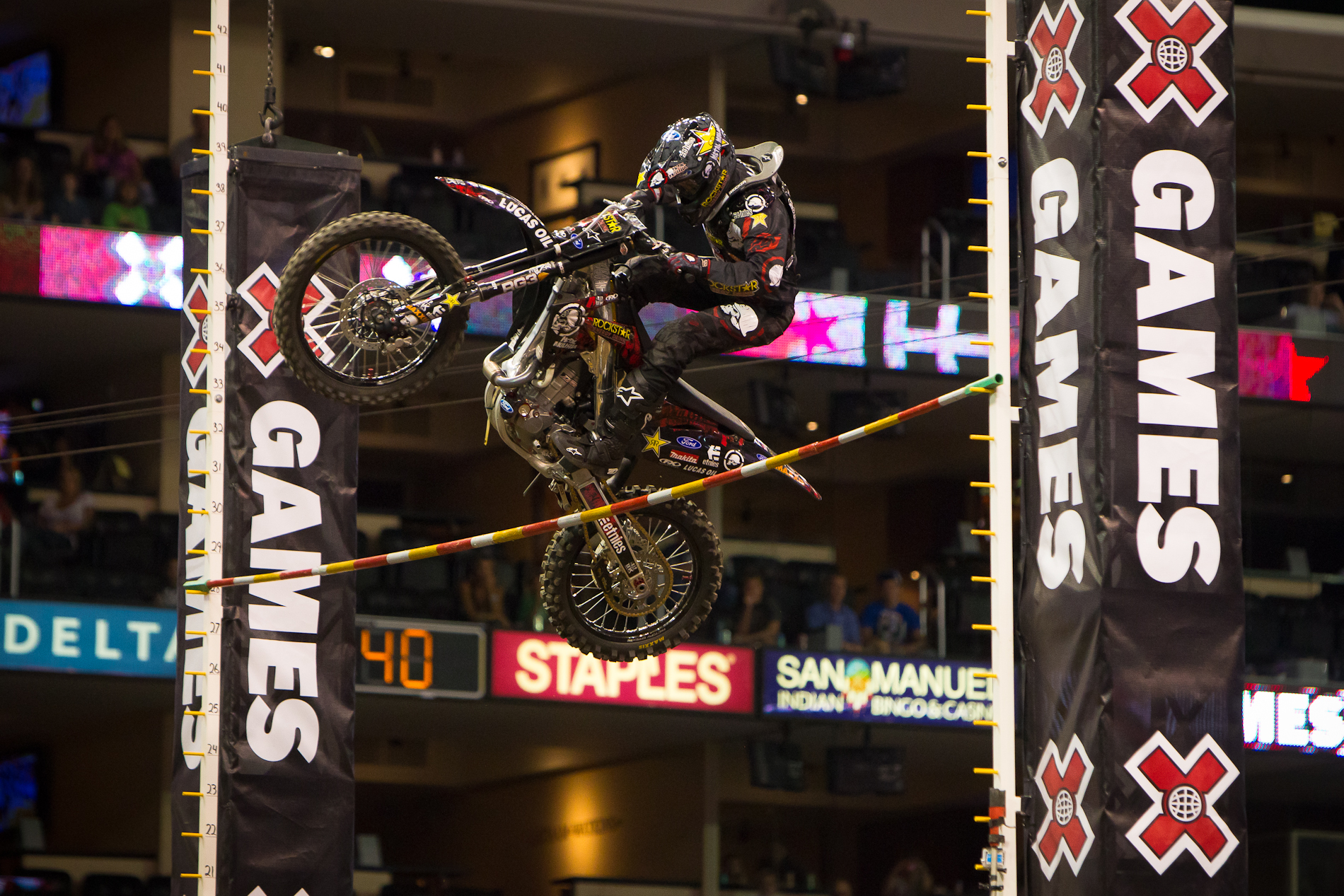
Saut à moto lors des X Games.

Mais ESPN Inc. est aussi le leader incontesté des entreprises de multimédia sportif. ESPN, grâce à la dynamique d'ABC comprend également des stations de radio, des sites web, des magazines… Elle organise aussi des événements sportifs comme les X Games et dirige des équipes universitaires.
Le 31 mai 2002, CTV annonce le renommage de NetStar Communications, dont ESPN détient 20 %, en CTV Specialty Television.

### 2002-2010: Nouvelles chaînes et sites Web

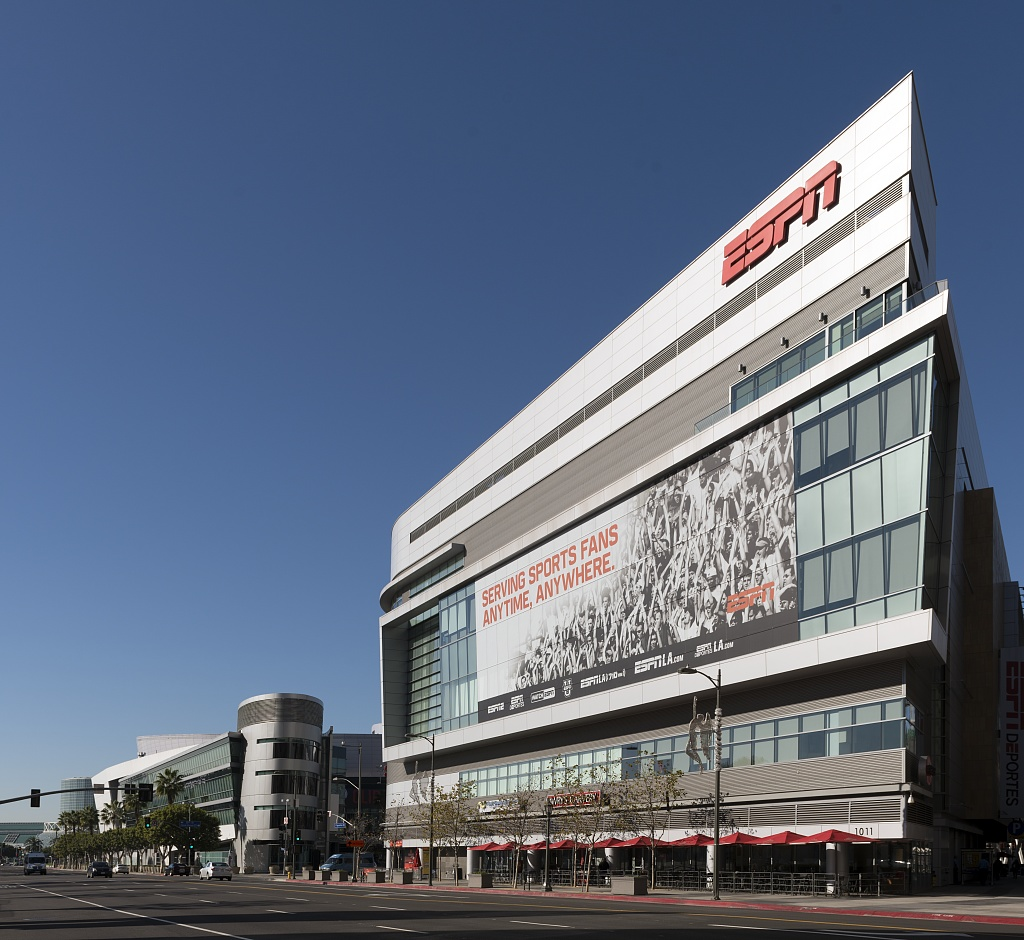
Studio ESPN à Los Angeles.

En mars 2002, ESPN Classic Sport est lancée en France comme première déclinaison du groupe en Europe. Elle est suivie quelques mois après par ESPN Classic Sport Italie (juin 2002). ESPN est à l'origine de la création d'Eurosport dont elle détenait 20 %, mais elle s'était retiré en 1995 et avait laissé sa part à son associé d'alors TF1. Le 25 septembre 2002, ESPN annonce le lancement au printemps 2003 d'une chaine en haute définition : ESPN HD.
Le 7 janvier 2004, ESPN Deportes, version hispanophone d'ESPN, est lancée pour satisfaire la part croissante de la population hispanophone aux États-Unis. Le 21 avril 2004, Disney annonce une restructuration de sa division Disney Media Networks avec pour effet la nomination d'Anne Sweeney et George Bodenheimer aux postes de co-PDG de la division, mais avec des rôles différents. Sweeney devient la présidente du Disney-ABC Television Group (ABC et Disney Channel Worldwide), tandis que Bodenheimer conserve son poste de président d'ESPN et obtient celui d'ABC Sports. Le 9 juin 2004, ESPN commence la construction d'un bâtiment de bureaux de trois étages et 125 000 pieds carrés (11 613 m2) au sein de son siège social. En juillet 2010, un autre bâtiment de même hauteur mais de 87 500 pieds carrés (8 129 m2) doit ouvrir dans la zone baptisée East Campus, de l'autre côté de la Ronzo Road ; il regroupera les services commerciaux, de communications, le service internet, et la sécurité. Le complexe totalise à cette date 600 000 pieds carrés (55 742 m2) de locaux sur une parcelle de terrain de 65 acres (0,26 km2). Le 1er décembre 2004, ESPN annonce le lancement début 2005 d'un service baptisé Mobile ESPN qui permet de suivre l'information sportive sur un téléphone portable et de personnaliser les informations voulues en plus de visualiser certains contenus.
Le 6 janvier 2005, ESPN lance ESPN2 HD suivi le 10 janvier par ESPN Classic Sport en Belgique. Le 12 avril 2005, ESPN rachète les 30 % d'ESPN Classic Sport détenus par Falconhead Capital depuis la création de la chaîne en 2001. Le 7 décembre 2005, ABC Sports et ESPN signent avec la NASCAR pour 8 années de rediffusion de la Nextel Cup, soit 17 courses.
Le 3 janvier 2006, le Disney-ABC Cable Network Group et ESPN ajoutent des services de vidéo à la demande au contrat liant Disney et Verizon. Le 13 mars 2006, ESPN lance sa première chaîne au Royaume-Uni, sous le nom d’ESPN Classic, une déclinaison de ESPN Classic Sport. Le 21 juin 2006, ESPN et ABC obtiennent pour 10 ans les droits de diffusion de 110 matchs annuels de la Big Ten Conference, jusqu'en 2017. Cet accord est suivi le 4 août 2006 par l'obtention pour 8 ans des droits de diffusions sur ESPN2 des 29 matchs annuels de la Major League Soccer, jusqu'en 2014. Le 5 décembre 2006, ESPN International prend le contrôle de NASN une chaîne européenne consacrée aux sports américains pour la somme de 80 millions d'USD,. Le 11 décembre 2006, ESPN obtient les droits de diffusion hors Europe de la compétition UEFA 2008.
Début 2007, ESPN prend une participation minoritaire dans l'entreprise Arena Football League et signe un contrat de 5 ans lui assurant la diffusion de 26 matchs par saison. De plus la société a la possibilité de retransmettre ces matchs sur ses différentes chaînes et services multimédia.
Le 8 février 2007 Disney et ESPN annoncent que la licence Mobile ESPN sera octroyée en exclusivité à Verizon Wireless au travers de son offre V CAST pour 15 dollars par mois. De plus la chaîne ESPN sera disponible sur le service MediaFLO mobile TV de Qualcomm. Le 12 juin 2007, afin de compléter son offre sportive globale, ESPN annonce le rachat du plus important site sur le cricket Cricinfo au Wisden Group. Le 22 août 2007, ESPN rachète le site internet de rugby Scrum.com. Le 20 décembre 2007, ESPN fait l'acquisition de SchoolSports Inc, une société spécialisée dans les sports universitaires et scolaires.
Le 14 janvier 2008, Disney et ESPN confirment avoir pris une participation de 11 % dans NBA China, la filiale chinoise de la NBA. Le 1er avril 2008, au Moyen-Orient, la chaîne Orbit ESPN disparaît du bouquet d'Orbit Communications et est remplacée quelques mois plus tard par Fox Sports. Le 3 mars 2008, ESPN relance sa division de production télévisuelle et ajoute la production cinématographique en créant ESPN Films. Le 5 août 2008, ESPN achète la société Racing-Live SA, un service d'information sur internet pour les sports de course. Le 2 octobre 2008, ESPN annonce qu'à partir du 1er février 2009, jour du Super Bowl, NASN changera de nom et deviendra ESPN America. Le 19 octobre 2008, la presse annonce qu'ESPN serait intéressé par les droits de retransmission en Allemagne de la Bundesliga. Le 25 novembre 2008, ESPN fait une offre supérieure à Première pour la Bundesliga.
Le 28 mai 2009, à la suite d'un plan social lancé en janvier, 100 employés ont reçu une notification de licenciement. L'entreprise compte 5 400 employés dans le monde dont 3 400 au siège social à Bristol. À la suite de problèmes financiers le groupe de télévision irlandais Setanta Sports doit se séparer de droits de retransmission de certains matchs du Championnat d'Angleterre de football. Le 22 juin 2009, ESPN récupère les droits de Setanta soit 46 matchs de la saison 2009-210 et 23 des 138 matchs de chaque saison de 2010 à 2013.
Le 7 juillet 2009, la chaîne ESPN America britannique est renommée ESPN afin de diffuser les matchs du Championnat d'Angleterre de football, récupérés auprès de Setanta Sports le 22 juin 2009. La chaîne continue toutefois à retransmettre des sports américains. Le 19 juillet 2009, ESPN lance trois sites Web consacrés aux actualités sportives locales de New York, Los Angeles et Dallas. Le 3 août 2009, ESPN America retrouve son nom tandis qu'une nouvelle chaîne ESPN UK est lancée sur le territoire britannique en remplacement de Setanta Sports qui reste toutefois encore disponible en Irlande. Le 5 novembre 2009, Disney annonce que le Disney's Wide World of Sports Complex de Walt Disney World Resort sera renommé ESPN Wide World of Sports Complex le 25 février 2010. Le 26 novembre 2009, ESPN Deportes annonce qu'elle diffusera la coupe du monde de football de 2014 aux États-Unis avec des commentaires en portugais alors que les droits en espagnol ont été attribués à Univision.

### 2010-2017: Baisse des abonnés

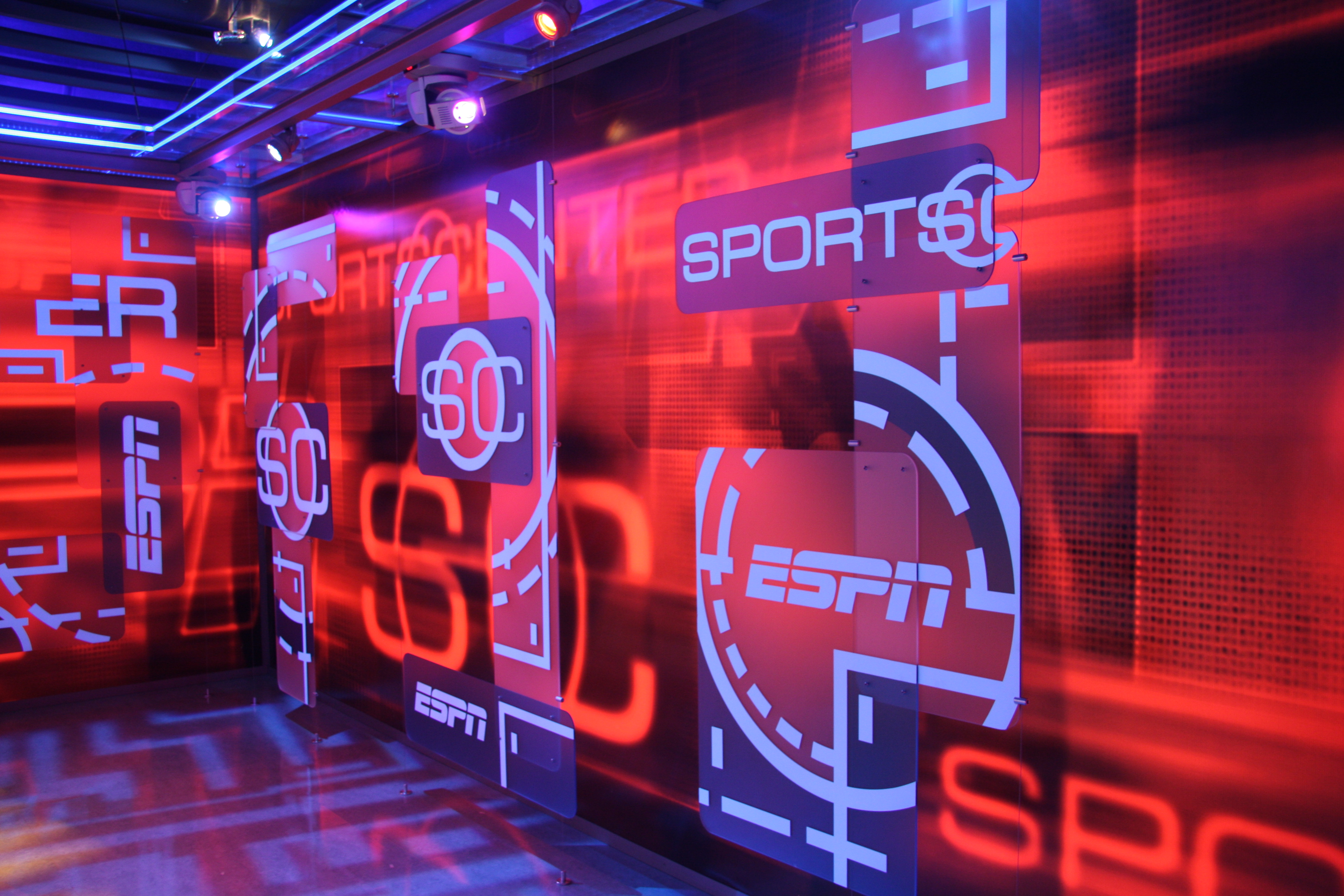
Le studio de SportsCenter en 2010

Le 7 janvier 2010, ESPN annonce le lancement de la chaîne ESPN 3D le 11 juin 2010 pour diffuser des évènements spéciaux en 3D. Le 18 janvier 2010, Microsoft annonce être en pourparlers avec ESPN pour diffuser du contenu du réseau sportif via le service Xbox Live. Le 4 avril 2010, ESPN 360 a été officiellement rebaptisée ESPN3. Le 9 avril 2010, ESPN inaugure le Bâtiment 13 de son siège social, un édifice de 3 étages et 139 000 pieds carrés (12 914 m2) qui accueille les départements musique, graphique et transmission,. Le 9 juin 2010 ESPN annonce la fermeture de 5 ESPN Zone, celles de Baltimore, Chicago, New York, Las Vegas et Washington, dès le 16 juin 2010 ; celles de Disneyland (Détenue par Disney Californie) et Los Angeles (franchisée) restant ouvertes.
Le 8 août 2010, ESPN annonce poursuivre son désengagement des activités en extérieur et son intention de revendre le groupe BASS à un groupe d'investisseurs mené par Jerry McKinnis, Jim Copeland et Don Logan, ancien président d'AOL Time Warner. BASS est une organisation liée à la pêche avec des événements, trois magazines et un site internet et qui avait sa propre émission de 1980 à 2007. 
Le 10 septembre 2010, Bell Canada achète le groupe CTVglobemedia dont la filiale CTV Speciality Telelvision est détenue à 20 % par ESPN et le renomme Bell Média. Le 13 septembre 2010, ESPN accorde des droits de retransmission des matchs des Universités traditionnellement noires qu'elle détient à travers d'accords avec les différentes conférences, au nouveau réseau afro-américain HBCU Network prévu pour 2011. Le 27 septembre 2010, ESPN annonce que la station ESPN Radio WEAE de Pittsburgh cesse son activité et sera convertie en janvier 2011 en Radio Disney. Le 9 octobre 2010, ESPN lance une plateforme vidéo intitulée ESPN Goal Line sur le service de fibre optique FiOS de Verizon. Le 6 décembre 2010, ESPN lance le site espnW.com première partie d'une série de services et programmes destinés à son public féminin. Le 26 décembre 2010, ESPN annonce la construction à partir de 2011 d'un nouveau bâtiment de production consacré au numérique de quatre étages et 190 000 pieds carrés (17 652 m2) en plus de celui de 120 000 pieds carrés (11 148 m2) ouvert en 2004 et de celui de 140 000 pieds carrés (13 006 m2) achevé en 2010.
Le 3 janvier 2011, les organisateurs de l'American Le Mans Series annoncent que la course prévue en avril 2011 à Long Beach sera retransmise en direct sur ESPN2 et les qualifications sur ESPN3. Le 7 janvier 2011, ESPN signe un contrat de 3 ans avec le West Indies Cricket Board pour diffuser les matchs de cricket sur ESPN Caribbean et ESPN3. Le 12 janvier 2011, ESPN signe un contrat de diffusion du Championnat du monde des rallyes 2011 au Royaume-Uni sur ESPN et des archives sur ESPN Classic. Le 18 janvier 2011, ESPN prolonge de 5 ans son contrat avec l'Université de Californie du Sud pour retransmettre les évènements de football américain et de basket-ball masculin sur la radio 710 ESPN Los Angeles (KSPN). Le 20 janvier 2011, ESPN signe un contrat de 20 ans et 300 millions d'USD pour une chaîne consacrée aux évènements sportifs des Texas Longhorns de l'Université du Texas à Austin, devant débuter en septembre 2011. Le 31 janvier 2011, ESPN acquiert les droits américains de diffusion de l'UEFA 2012 et 2016. Le 22 février 2011, ESPN obtient d'un tribunal indien un jugement contre 144 sociétés de télédiffusions rediffusant illégalement la coupe du monde de cricket 2011 dont ESPN Star Sports a obtenu les droits jusqu'en 2015. Le 6 avril 2011, ESPN et l'Atlantic Ten Conference signent un contrat de deux années pour diffuser les matchs de basket-ball de la conférence. Le 7 avril 2011, ESPN lance aux États-Unis une application nommée WatchESPN qui permet de regarder les chaînes du groupe sur smartphone. Le 24 avril 2011, ESPN annonce l'arrêt des rediffusions de tournois de poker et des publicités pour les sites de poker en ligne à la suite d'une investigation fédérale à l'encontre de ces sites.
Le 5 juillet 2011, ESPN obtient pour 400 millions d'USD et pour 12 ans les droits américains de retransmissions de Wimbledon détenu depuis 40 ans par NBC. Le 20 juillet 2011, ESPN Star Sports lance deux chaînes en HD en Inde : ESPN India HD et Star Cricket HD. Le 15 août 2011, ESPN achète la société australienne ExtraCorp Pty, propriétaire du site footytips.com.au,. Le 26 août 2011, la chaîne Longhorn Network est lancée conjointement entre ESPN et l'université du Texas. Le 7 septembre 2011, ESPN achète les droits de la NFL pour 8 années jusqu'en 2021 pour 1,9 milliard d'USD par an. Le 10 octobre 2011, la Metro Atlantic Athletic Conference prolonge le contrat de diffusion des matchs de basket ball avec les chaînes d'ESPN de 6 ans. Le 17 octobre 2011, l'UEFA accorde à ESPN UK et ITV les droits de diffusion des matchs des coupes 2012 à 2015 pour le Royaume-Uni. Le 22 novembre 2011, Disney annonce la nomination de John Skipper comme président d'ESPN et coprésident de Disney Media Networks en remplacement de George Bodenheimer qui devient le président du directoire d'ESPN. Le 15 décembre 2011, ESPN prolonge son contrat pour le Basketball de la NCAA pour 500 millions de $ jusqu'en 2023-2024.

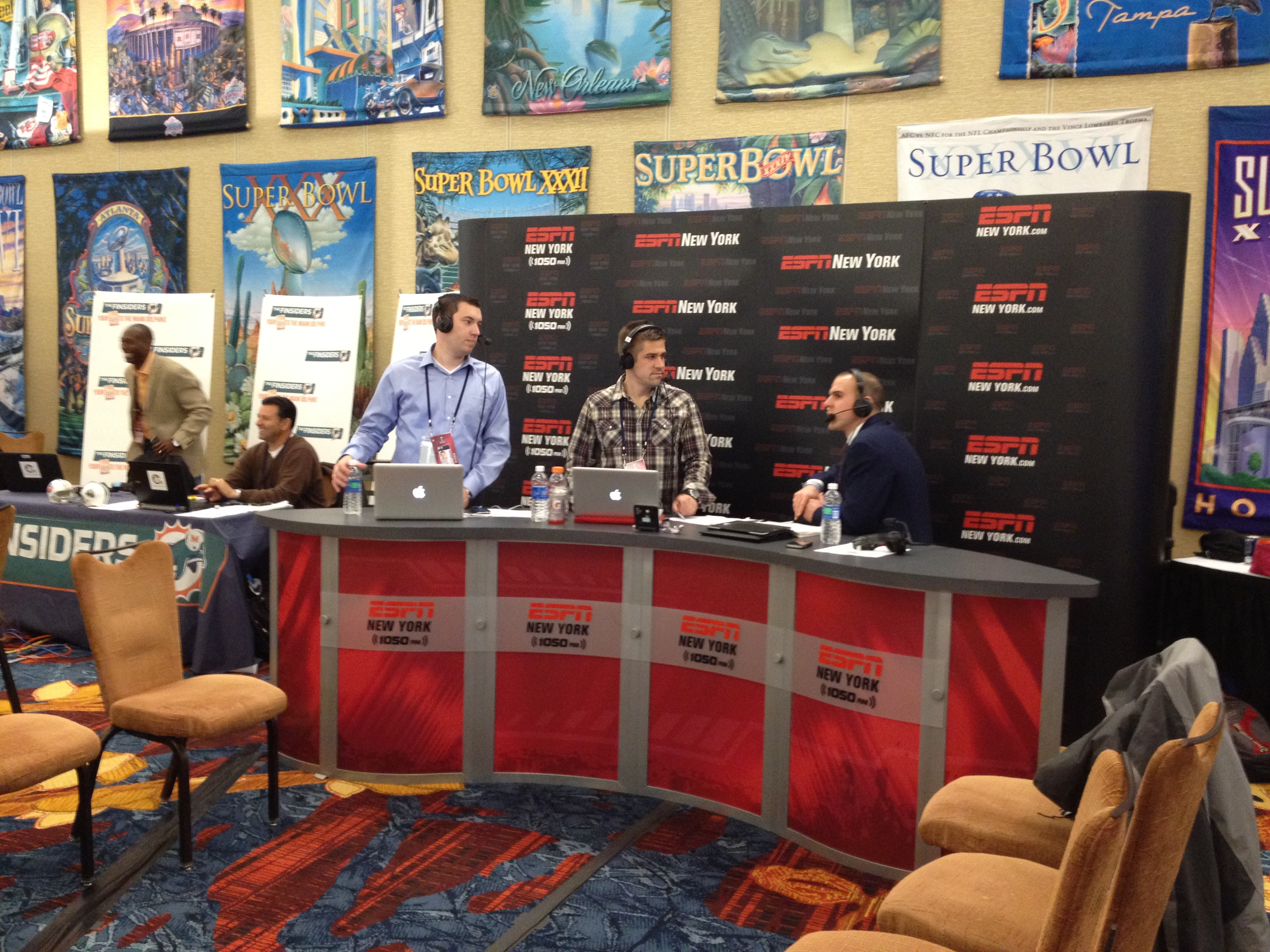
Equipe de la radio ESPN New York lors du Super Bowl XLVI en février 2012.

Le 6 juin 2012, News Corp annonce vouloir racheter les 50 % d'ESPN Star Sports détenu par Disney à travers ESPN, devenant l'unique propriétaire,. Le 28 août 2012, ESPN signe un contrat de 5,6 milliards d'USD sur 8 ans jusqu'en 2021 pour diffuser la Ligue majeure de baseball, soit 700 millions par an. Le 7 novembre 2012, ESPN vend sa participation de 50 % dans ESPN Star Sports, et le 18 décembre, News Corporation annonce avoir déboursé 335 millions d'USD pour cet achat.
Le 2 mai 2013, ESPN annonce une nouvelle chaîne SEC Network consacrée à la Southeastern Conference devant débuter en 2014,. Les droits sont prévus jusqu'en 2034 et les studios seront situés à Charlotte (Caroline du Nord). Le 21 mai 2013, ESPN va supprimer entre 300 et 400 postes dans le groupe dont le bureau de Denver qui en compte 7000 (4 à 6 % des effectifs) afin de réduire ses coûts et préserver sa rentabilité,. En mai 2013, Disney annonce qu'il va licencier entre 300 et 400 personnes du réseau ESPN. Le 12 juin 2013, ESPN annonce l'arrêt de la chaîne câblée ESPN 3D lancée en 2010 pour la fin de l'année 2013. Le 3 octobre 2013, ESPN annonce l'arrêt du financement des X Games en dehors des États-Unis, à savoir Barcelone, Munich et Tignes en Europe et Foz do Iguacu au Brésil. Le 9 octobre 2013, ESPN signe un contrat avec AOL pour de la rediffusion en syndication de ses programmes sur les sites internet d'AOL comme le Huffington Post et TechCrunch. Le 12 novembre 2013, Roku annonce un contrat avec Disney Media Networks afin d'offrir Watch Disney et WatchESPN.
Le 25 mai 2014, ESPN lance de nouvelles offres proposant des matches de Major League Soccer en dehors des abonnements télévisuels. Le 22 juin 2014, ESPN ouvre le premier des 5 plateaux de son nouveau studio numérique le Digital Center 2 à Bristol,. Le premier plateau de 6 400 pieds carrés (595 m2) doit être suivi par un second de 85 000 pieds carrés (7 897 m2) en août. Le bâtiment de 194 000 pieds carrés (18 023 m2) est en chanter depuis 2012 et doit remplacer le Digital Center 1 de 120 000 pieds carrés (11 148 m2) construit en 2004. Il doit permettre d'enregistrer plus de 17 heures de programmes par jour en 1080p au lieu des 4 à 5 10 ans plus tôt. Les nouveaux plateaux auront 115 écrans au lieu de 15 dont un mur de 56 formant le mur nord. Afin de suivre les consignes de Disney, le bâtiment de 100 millions d'USD doit obtenir la certification LEED, programme grâce auquel ESPN a obtenu 25 millions d'USD d'aides du gouvernement. En août 2014, ESPN achète Fantzer, éditeur du site Coolspotters.com qui avait été financé par Steamboat Ventures depuis 2008. Le 9 octobre 2014, Selon le site Motfley Fool, Disney et ESPN pourraient proposer les retransmissions sportives de la NBA ou autres sous forme de vidéo à la demande, une révolution comparable à Netflix pour les séries. Le 24 novembre 2014, ESPN pourrait proposer des abonnements aux compétitions sportives directement par Internet sans abonnement aux chaînes câblées dès février 2015,. Le site The Motley Fool s'interroge sur cette possibilité qui risque de changer les habitudes des spectateurs qui deviendront moins dépendants des abonnements aux chaînes prépayées.
Le 3 avril 2015, la presse évoque le fait que Disney au travers d'ESPN négocierait un contrat de 250 millions d'USD avec le site de paris sportifs virtuels DraftKings, peut-être l'achat de 25 % de la société,,,,,. Ce rachat soulève la polémique car la politique interne chez Disney est d'éviter tout lien avec les paris ou enchères. Le 28 avril 2015, Maker Studios lance une campagne de création de contenu sur Marvel et sur les X Games d'ESPN,,. La rumeur d'un investissement à hauteur de 250 millions d'USD par Disney via ESPN dans le site d'enchère sportive DraftKings pourrait être annoncé avant le 15 juin. Le 24 juin 2015, malgré les rumeurs, DraftKings annonce qu'il ne reçoit pas une participation de 250 millions d'USD d'ESPN mais signe un contrat publicitaire de 500 millions d'USD sur trois ans pour diffuser des annonces Draftkings sur les chaînes d'ESPN,,. Le 13 juillet 2015, un article du New York Times confirme que Disney était bien en discussion pour investir dans DraftKings mais aussi son concurrent FanDuel,. Le 20 juillet 2015, DraftKings annonce qu'il paiera 250 millions d'USD à ESPN sur deux ans pour diffuser des publicités. Le 27 juillet 2015, Bob Iger déclare qu'ESPN pourrait éviter les traditionnels bouquets du câble pour une solution plus souple de diffusion en streaming,,. Le 5 août 2015, à la suite de l'annonce par Robert Iger d'un avertissement sur la baisse des abonnés d'ESPN, l'action de Disney chute de 11 %,,,,. Cette annonce initialement anodine car le nombre d'abonnés baisse depuis cinq ans déclenche une forme de panique qui affecte l'action Disney durant plusieurs jours malgré de bons résultats comme ceux du premier trimestre 2016 qui sont dopés par la sortie de Star Wars, épisode VII : Le Réveil de la Force. Le 20 octobre 2015, ESPN prévoit de supprimer 350 postes pour réduire ses coûts de production,. Le 23 octobre 2015, à la suite de l'annonce du service sans publicité Youtube Red, ESPN prévoit de supprimer du contenu de la plateforme Youtube pour marquer son désaccord.
Le 12 janvier 2016, Disney et Sony Pictures Network India s'associent pour rouvrir des chaînes ESPN en Inde, Sony ESPN et Sony ESPN HD. Le 15 janvier 2016, ESPN met en place une section consacrée aux eSports sur son site internet ESPN.com. Le 3 février 2016, ESPN et Tencent annoncent un service de commentaires sportifs d'événements sportifs en mandarin pour les clients de Tencent en Chine. Le 6 février 2016, Nielsen annonce avoir modifié à la demande de ses clients son analyse des abonnés aux câbles, les chiffres qui sont désormais meilleurs pour ESPN alors en pleine tourmente de départ d'abonnés. Le 10 février 2016, ESPN stoppe son contrat avec DraftKings en raison de potentiels problèmes judiciaires liés à la définition des jeux d'argent et des paris en ligne pour les ligues fantasy. Le 11 mars 2016, Robert Iger évoque lors d'une conférence économique la possibilité de souscrire à ESPN en dehors des offres câblées pour mettre fin à la baisse des abonnés.
Le 3 mai 2016, Vice Media et ESPN, désormais filiales de Disney, annoncent un partenariat de distribution et de production de contenu,. Le 18 juillet 2016, ESPN diffuse pour la première fois un marathon de 18 heures de sport électronique sur ses chaînes ESPN2 et ESPNU en retransmettant des compétitions de Madden NFL, Heroes of the Storm et le EVO 2016 de Street Fighter V. Le 21 juillet 2016, ESPN et l'Atlantic Coast Conference annonce la création en 2019 d'une chaîne ACC Network ainsi qu'un service ACC Network Extra dans l'application WatchESPN. Le 9 août 2016, la Walt Disney Company acquiert un tiers du capital de BAMTech pour 1 milliard de dollars US, avec une option d'acquérir une participation majoritaire dans l'avenir,,. Le même jour, ESPN annonce un service par contournement avec du contenu de ses chaînes et BAMTech pour fin 2016.
Le 6 mars 2017, Disney annonce qu'elle va lancer un service ESPN premium directement au consommateur pour fin 2017 mais sans être un service par contournement. Le consommateur aurait ainsi accès à un contenu dédié complémentaire à ses chaînes de télévision. Le 26 avril 2017, ESPN annonce la suppression de 100 postes dont plusieurs personnalités du direct et des auteurs. Le 15 mai 2017, Disney Media Distribution crée Disney Difference une régie publicitaire qui permet aux annonceurs d'utiliser les chaînes du Disney-ABC Television Group, d'ESPN et les studios cinématographiques Disney mais aussi l'ensemble des filiales de Disney comme les parcs et les produits de consommations. Le 29 juin 2017, alors que les consommateurs américains cherchent à réduire le coût de leurs abonnements télévisuels, Charter Communications lance un service de streaming sous les 20 dollars sans les chaînes sportives ESPN ou NBC Sports ni chaînes de cinémas, mais elles sont disponibles au travers d'options payantes. Le 26 août 2017, ESPN signe un contrat pluriannuel avec Top Rank (en) pour diffuser des matchs de boxe anglaise. Le 9 novembre 2017, ESPN annonce une nouvelle suppression de 100 postes après celle d'avril. Le 23 novembre 2017, le nombre d'abonnés à ESPN atteint son plus bas niveau depuis 14 ans aux États-Unis à 88 millions alors qu'il avait culminé à 100 millions en 2010, mettant une forte pression sur Disney. Le 18 décembre 2017, John Skipper quitte ses fonctions de co-président de Disney Media Networks et président d'ESPN en raison d'une addiction à une substance.

### Depuis 2018: Le service de streaming ESPN+
Le 6 février 2018, lors d'une conférence trimestrielle Bob Iger annonce que l'abonnement au service de streaming ESPN+ coûtera 4,99 $ par mois,,. Le 5 mars 2018, James Pitaro est nommé coprésident de Disney Media Networks et président d'ESPN,. Le 20 mars 2018, en raison d'une faille dans le contrat entre Disney-ESPN et la NFL stipulant uniquement les réseaux câblés, Fox Sports peut diffuser en hertzien des matchs de la draft. Le 17 avril 2018, ESPN et Fox Sports, d'habitude rivaux, s'associent pour acheter les droits de diffusion télévisuelle d'Ultimate Fighting Championship détenus par Endeavor. Le 3 mai 2018, ESPN présente de nouveaux contenus numériques lors de sa première participation au congrès NewFronts qui a lieu à New York. Le 21 août 2018, ESPN stoppe le service de contenus ESPN Insiders créé il y a près de 20 ans et transfère les abonnements vers le service de vidéo à la demande ESPN+ à compter du 28 août. Le 5 septembre 2018, Disney nomme Rita Ferro à la tête d'une filiale commune commercialisant les publicités sur Disney/ABC et ESPN, en prévision du départ à la retraite d'Ed Erhardt d'ESPN en 2019,. Le 28 septembre 2018, Disney élargit la responsabilité de Rita Ferro à toutes les formes de publicités des vidéos pour les chaînes de télévisions aux bannières pour applications mobiles. Le 10 octobre 2018, Aaron LaBerge est nommé vice-président et CTO de la récente société Disney Direct-to-Consumer and International sous la direction de Kevin Mayer après avoir occupé les mêmes postes chez ESPN,.
Le 2 janvier 2019, des détails du nouveau contrat pluriannuel entre Disney et Verizon ont été publiés, et incluent la diffusion de la chaîne ACC Network à partir du 22 août 2019. Le 19 mars 2019, ESPN a signé un contrat de 12 ans avec l'American Athletic Conference d'un milliard d'USD pour diffuser les matchs des écoles liées à cette ligue. Le 30 avril 2019, ESPN annonce l'arrêt de la publication régulière du ESPN The Magazine à partir de septembre 2019 mais prévoit des numéros spéciaux. Le 10 avril 2019, la Big 12 Conference signe un accord avec ESPN pour que certains matchs soient diffusés sur ABC ou ESPN+. Le 6 mai 2019, la XFL signe un accord de distribution avec Disney (ABC et ESPN) et Fox Sports,. Le 14 mai 2019, ESPN et Caesars Entertainment annoncent un accord pour du contenu de paris en ligne sportif et la construction d'un studio ESPN au sein du The LINQ Hotel and Casino de Las Vegas.
Le 11 juin 2019, ESPN annonce la fermeture l'ensemble des stations ESPN Deportes Radio au 8 septembre 2019 alors que celle de Philadelphie WTTM 1680 a été lancée quelques semaines auparavant en avril,. Le 23 juillet 2019, à un mois du lancement d'ACC Network, Disney et ESPN annoncent un contrat de diffusion avec la NCTC mais aucun major comme Dish, Comcast ou Charter. Le 17 août 2019, Disney prévoit de diffuser une partie de la compétition de l'UFC sur la chaîne FX, ancien diffuseur, à la suite de l'acquisition de la 21st Century Fox et l'obtention du contrat de gagné gagné par ESPN en 2018. Le 27 août 2019, l'United Soccer League prolonge de 3 ans son contrat de diffusion avec ESPN.

## La société actuelle
Le réseau de chaînes américaines d'ESPN est le plus rentable de la télévision et l'offre de chaînes et de services ne cesse de croître. Disney a associé ESPN on ABC (ex-ABC Sports), les programmes sportifs de ses chaînes généralistes, à ceux d'ESPN afin d'avoir une meilleure qualité de programmation.
En 2005, ESPN International est le plus grand distributeur de programmes sportifs à travers le monde et est diffusé dans 180 pays et territoires en dehors des États-Unis. Elle est alors traduite ou enregistrée en onze langues : arabe, cantonais, anglais, français, hindi, italien, japonais, coréen, mandarin, portugais et espagnol. En 2010, les chiffres montent à 200 pays et territoires et 16 langues.
Disney développe une synergie de groupe autour d'ESPN avec des produits dérivés, des jeux vidéo ou des centres de loisirs (ESPN Zone). Un réseau de radio avait même été développé en collaboration avec le réseau radiophonique d'ABC avant le rachat par Disney : ESPN Radio. Les sites Web du groupe nommé ESPN Internet Group, gérés par le Walt Disney Internet Group, ont aussi hébergés entre 1995 et octobre 2000, les sites de la NBA et de la WNBA.
Le nombre d'employés était en 2009 de 5 400 employés dans le monde dont 3 400 au siège social à Bristol et 6 500 dont 3 800 au siège social dès janvier 2010.

### Les chaînes et services
| - Chaînes américaines - ESPN (1979) - ESPN Latin America (1989) pour l'Amérique latine - ESPN2 (1993) - ESPNews (1996) - ESPN Classic (1997) - ESPN Now (1999) chaîne digitale - ESPN PPV (1999) - ESPN HD (2003) - ESPN Deportes (2004) pour les hispanophones aux États-Unis - ESPNU (2005) pour la ligue universitaire - ESPN2 HD (2005) - ESPN360 (2005) rebaptisée ESPN3 en 2010 - ESPN Extra (2006) chaîne digitale - ESPN Events syndication - ESPN 3D (2010-2013) - Longhorn Network (2011) - SEC Network (2014) - ACC Network (2019) - Chaînes canadiennes via CTV Speciality Television (20 %), Coentreprise avec Bell Media, grâce à une participation de 33 % dans NetStar Communications achetée en 1995 - TSN et TSN2 en langue anglaise - RDS, RDS2 et RDS Info au Québec - NHL Network : consortium de la LNH (58 %), CTV Speciality Television Inc. (21,42 %), Insight Sports Ltd. (20,58 %) | - Chaînes internationales détenues en totalité par ESPN International - ESPN New Zealand (1990) - ESPN Pac Rim (1991) pourtour de l'Océan Pacifique) - ESPN Asia (1992) - ESPN Africa (1995) - ESPN Australia (1995) - ESPN Brasil (1995) - ESPN Taiwan (1995) - ESPN Dos (1996) - ESPN India (1998) - ESPN Classic Canada (2001) - ESPN Classic Sport (2001–présent) pour l'Europe - ESPN Màs (2002) - ESPN America (achat 2006, renommée en 2009) ex North American Sports Network (NASN) - ESPN UK (2009) - Chaînes internationales détenues en partie - J Sports ESPN (1990) au Japon - SportsVision Australie (25 %) - Sony ESPN (2016) |

Graphisme illustrant la sphère d'ESPN.

#### Anciennes filiales ou participations
- Screensport (25 %, 1984-1993) en France
- Orbit ESPN Sports (1994-1998) pour le Moyen-Orient
- Eurosport (33 %, 1993-2000)
- ESPN Star Sports (50 %, 1995-2012) filiale pour l'Asie

### La radio
- ESPN Radio (1992)
  - Quatre stations détenues et exploitées : WEPN (New York), KSPN (Los Angeles), WMVP (Chicago) et KESN (Dallas)
- ESPN Deportes Radio (2005-2019)

### Internet
Les sites sont gérés par l'ESPN Internet Group associé au Walt Disney Internet Group.
- ESPN.com (1995)
- ESPNcricinfo (Cricinfo.com)
- ESPNscrum (Scrum.com)
- ESPNsoccernet (Soccernet.com)
- ESPNF1.com (décembre 2009), ex F1-live.com
- WatchESPN, l'application iOS et Android de streaming

### Les autres activités du groupe
Voir aussi ESPN Enterprises, la filiale gérant les intérêts non télévisuels ou radiophoniques du groupe.
- ESPN Books (2004)
- ESPY Awards (1993)
- ESPN Films (2001/2008)
- ESPN The Store (1997), associé à Disney Store[29]
- ESPN Zone (1998)
- ESPN The Magazine (1998-2019)
- ESPN Deportes La Revista (2005)
- Mobile ESPN (2006)
- ESPN Integration (2006)

## Données économiques
Pour la période 1983-1996, les résultats financiers d'ESPN sont inclus dans la division Télévision-Radio d'American Broadcasting Company, paragraphe « Résultats financiers ».
À partir de 1996, les résultats financiers sont inclus dans ceux de Disney Media Networks, paragraphe « Résultats financiers ».

### Diffusion
| Année | ESPN() | ESPN2() | ESPN3(, ex ESPN360) | ESPN Classic() | ESPNews() | ESPNU() | ESPN Deportes() | ESPN Classic Sport( Europe) | ESPN America( Europe, ex NASN) | SEC Network() |
| ----- | ------ | ------- | ------------------- | -------------- | --------- | ------- | --------------- | --------------------------- | ------------------------------ | ------------- |
| 1993  | ?      | 13      |                     |                |           |         |                 |                             |                                |               |
| 1994  | 62.7   | 17      |                     |                |           |         |                 |                             |                                |               |
| 1995  | 66     | ?       |                     |                |           |         |                 |                             |                                |               |
| 1996  | 70     | 38      |                     |                |           |         |                 |                             |                                |               |
| 1997  | 72     | 50      |                     |                |           |         |                 |                             |                                |               |
| 1998  | 75     | 60      |                     | 15             | 10        |         |                 |                             |                                |               |
| 1999  | 77     | 67      |                     | 20             | 14        |         |                 |                             |                                |               |
| 2000  | 80     | 73      |                     | 30             | 20        |         |                 |                             |                                |               |
| 2001  | 85     | 81      |                     | 42             | 26        |         |                 |                             |                                |               |
| 2002  | 87     | 85      |                     | 50             | 40        |         |                 |                             |                                |               |
| 2003  | 88     | 86,5    |                     | 49             | 40        |         |                 |                             |                                |               |
| 2004  | 90     | 88      |                     | 55             | 42        |         |                 |                             |                                |               |
| 2005  | 90     | 90      |                     | 58             | 46        |         |                 |                             |                                |               |
| 2006  | 92,2   | 91,7    | ?                   | 62             | 51        | 10      |                 | 18                          |                                |               |
| 2007  | 96,6   | 96,2    | ?                   | 62,8           | 62        | 20      | 5               | 23                          | 11                             |               |
| 2008  | 97,7   | 97,3    | 24                  | 63,2           | 67,4      | 22      | 4,1             | 24,5                        | 16                             |               |
| 2009  | 99,1   | 98,8    | 50                  | 63,9           | 69,8      | 55,3    | 4,7             |                             |                                |               |
| 2010  | 100    | 99,9    | 53                  | 40,8           | 74,2      | 73,7    | 5,3             |                             |                                |               |
| 2011  | 99     | 99      |                     | 33             | 73        | 72      |                 |                             |                                |               |
| 2012  | 98     | 98      |                     | 31             | 74        | 73      |                 |                             |                                |               |
| 2013  | 99     | 99      | 85                  | 31             | 76        | 76      |                 |                             |                                |               |
| 2014  | 95     | 95      |                     | 27             | 73        | 74      |                 |                             |                                |               |
| 2015  | 92     | 92      |                     | 25             | 70        | 72      |                 |                             | 127                            | 62            |
| 2016  | 90     | 89      |                     |                | 70        | 71      |                 |                             | 141                            | 62            |
| 2017  | 88     | 87      |                     |                | 66        | 67      |                 |                             | 146                            | 60            |
| 2018  | 86     | 86      |                     |                | 62        | 64      |                 |                             |                                | 59            |
| 2019  | 83     | 83      |                     |                | 58        | 61      |                 |                             |                                | 59            |
| 2020  | 84     | 84      |                     |                | 62        | 62      |                 |                             |                                | 57            |

## Analyse
ESPN se présente comme le « leader mondial du média sportif » et d'après des chiffres de 1998 le groupe audiovisuel diffusait 4 900 heures d'évènements sportifs en direct annuel sur ESPN et 4 200 heures sur ESPN2. La chaîne ne se contente pas de retransmettre ces événements sportifs bruts, la qualité et la rigueur des journalistes ont permis à la chaîne d'obtenir plus de 29 Emmy Awards. Le concept de la chaîne voulue par Bill Rasmunsen reste celui de fournir aux fans de sports le contenu permettant d'assouvir leurs envies, à l'origine limité à la télévision pour le Connecticut, le concept est devenu international et multiplateforme.
ESPN est emblématique du complexe des médias contemporains envers le sport : s'étendre, se diversifier en permanence, chercher de nouveaux marchés, diffuser et dénicher les toutes dernières infos. Pourtant de nombreuses critiques résument ESPN à un affichage de résultats sportifs et d'actualités, mais la chaîne a démontré sa capacité à produire des interviews, des analyses ou des documentaires sur des évènements historiques, développant même une chaîne consacrée à ces derniers ESPN Classic (ou ESPN Classic Sport selon la zone géographique). Daniel A. Nathan considère même qu'ESPN est un symbole, une marque de la vie moderne pour les fans de sport au même titre que le micro-ondes, les mails ou les répondeurs téléphoniques.
Financièrement ESPN est le moteur de ses maisons-mères successives représentant en septembre 2010 la moitié du chiffre d'affaires de la Walt Disney Company. Michael Eisner, PDG de Disney à l'époque du rachat d'ABC, confirme en 2010 qu'il envisageait une fusion soit avec CBS soit avec ABC-ESPN mais la « croissance explosive » d'ESPN a fait pencher la balance. Entre 2000 et 2011, ESPN représente plus d'un milliard d'USD d'investissements immobiliers pour l'état du Connecticut compensé par 260 millions d'USD d'aide fiscale. Mais ESPN a ouvert son 19e bâtiment sur son siège de Bristol en août 2011 et un 20e était prévu au printemps 2014. L'état américain soutient l'entreprise car il souhaite conserver les 4000 employés du groupe de média. Toutefois la baisse des abonnés depuis le début des années 2010 a rogné cette dynamique d'expansion du groupe.
En 2012, ESPN sort du marché indien en stoppant son association avec STAR TV mais décide en 2015 de créer une coentreprise avec Sony. Cette association devient caduque en 2019 avec l'Acquisition de 21st Century Fox par Disney qui permet à Disney d'intégrer son ancien partenaire Star Sports, principal diffuseur sportif en Inde.
En juin 2018, le site d'analyse financière Motley Fool considère le problème de baisses des abonnés d'ESPN est lié au modèle économique des chaînes de sport qui n'a pas encore pris en compte l'importance du streaming et du contenu exclusif monétisé. La société a commencé à changer après la nomination de James Pitaro avec par exemple l'acquisition en 2017 de BAMTech par Disney ou la création d'ESPN+, un abonnement en streaming à 4,99 $ par mois.